# Нефтяной кризис 1973 года
Нефтяной кризис 1973 года (также известен под названием «нефтяное эмбарго») начался 17 октября 1973 года. В этот день все арабские страны — члены ОАПЕК, а также Египет и Сирия заявили, что они не будут поставлять нефть странам (Великобритания, Канада, Нидерланды, США, Япония), поддержавшим Израиль в ходе Войны Судного дня в его конфликте с Сирией и Египтом. Это касалось прежде всего США и их союзников в Западной Европе. В течение следующего года цена на нефть поднялась с трёх до двенадцати долларов за баррель. В марте 1974 года эмбарго было отменено.
Нефтяной кризис 1973 года был первым энергетическим кризисом и до сих пор считается крупнейшим. ОАПЕК снизила объёмы добычи нефти не только для того, чтобы повлиять на мировые цены в свою пользу. Главная задача этой акции состояла в создании политического давления на мировое сообщество с целью уменьшения поддержки Израиля западными странами.
Результатом экономического нажима ОПЕК стала декларация совета министров стран Общего рынка, поддержавшая позицию арабов. Кроме того, почти все государства Африки разорвали дипломатические отношения с Израилем. Создавшееся политическое положение усилило зависимость Израиля от США и вскрыло истинные масштабы зависимости экономики развитых стран от цен на нефть. В промышленных странах возросшие цены на нефть вызвали экономический кризис. Вместе с тем кризис способствовал увеличению экспорта нефти на Запад из Советского Союза.

## Нефтяной кризис в США

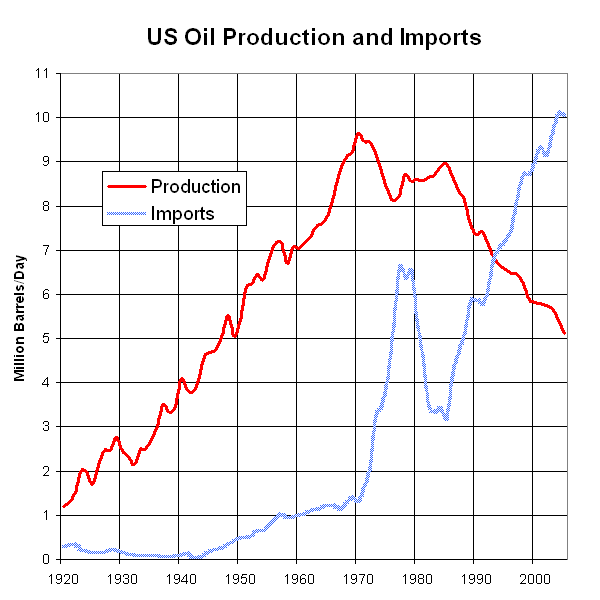
Добыча и импорт нефти в США с 1920 года по 2005 год; данные Управления энергетической информации Департамента энергетики США

В специальном послании Конгрессу по вопросам энергетики от 7 ноября 1973 года президент США Ричард Никсон призвал американцев к экономии. Им предлагалось меньше пользоваться автомобилями, а если ездить то на меньших скоростях, сберегая горючее. Авиакомпаниям предписали сократить число рейсов. Правительственным учреждениям приказали экономить электроэнергию и сократить автомобильный парк. Агентство по охране окружающей среды США временно отменило ограничения на использование загрязняющего атмосферу угля. Были сняты лимиты на импорт нефти и необработанных масел.

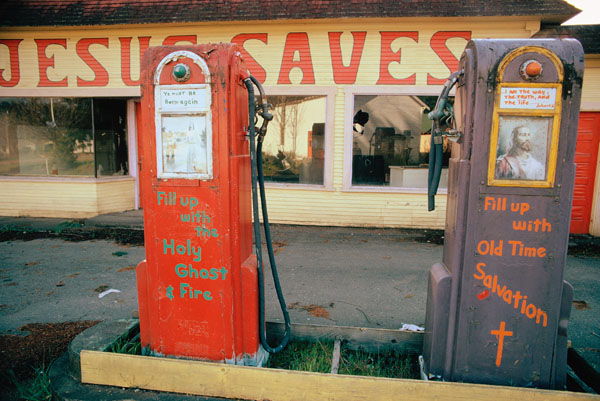
Часть заправок в 1970-х годах закрылась, а их помещения использовались впоследствии для других целей. На фото — бывшая автозаправка в штате Вашингтон, превращённая в молитвенный дом

Под предлогом растущих затрат нефтяные компании стали существенно повышать цены на бензин и дизельное топливо, а также на авиационный керосин. Производители природного газа потребовали от федеральной комиссии по вопросам энергии разрешения на повышение цен на 73 %.
Специально созданная федеральная комиссия в середине июля представила Сенату свой нашумевший доклад, согласно которому двадцать американских корпораций, монополизировавших производство и очистку нефти, а также распределение нефтепродуктов, прямо обвинялись в том, что в целях наживы они искусственно создают перебои со снабжением бензином. Прокурор штата Флорида потребовал, чтобы против нефтяных монополий был применён антимонопольный закон. Федеральное большое жюри в Лос-Анджелесе в свою очередь обвинило нефтяные компании в разного рода махинациях.
В долгосрочной перспективе кризис сильно сказался на автопромышленности США. Ранее американские автомобили были большими, тяжёлыми и мощными. До 1971 года объём стандартного восьмицилиндрового двигателя Chevrolet Caprice составлял 400 кубических дюймов (6,5 л), а Chevrolet Impala на галлоне бензина проходил по шоссе не более 13—15 миль (5,5-6,3 км/л = 15,8-18,2 л/100 км). После кризиса они были вытеснены японскими моделями с четырёхцилиндровыми двигателями, потреблявшими гораздо меньше бензина: Toyota Corona, Toyota Corolla, Nissan Sunny, Honda Accord. Не выдерживая конкуренции, автопромышленники Детройта были вынуждены налаживать выпуск более лёгких автомобилей, таких как Ford Pinto, Chevrolet Vega и др. К 1985 году средний американский автомобиль потреблял галлон бензина уже на каждые 17,4 мили пробега (7,4 км/л = 13,6 л/100 км). Спрос на роскошные автомобили типа седан, такие как Oldsmobile 98, в середине 1970-х годов восстановился, но их рынок не был массовым. Новые модели Ford Thunderbird сильно уменьшились в размерах и мощности, а Ford Galaxie в 1974 году был снят с конвейера.
После кризиса, в 1975 году, был создан Стратегический нефтяной резерв США. Аналогичные запасы нефти (не менее 3-месячного объёма импорта) были созданы во многих странах ОЭСР, вступивших в международный орган Международное энергетическое агентство. Наличие резервов позволило уменьшить негативный эффект нескольких последующих нефтяных кризисов.

## Реакция на кризис в других странах

### Польша
Программа модернизации промышленности и повышения доступности потребительских товаров, введённая Эдвардом Гереком, дала сбой после нефтяного кризиса, а спустя три года стали резко расти цены на потребительские товары в Польше.

### СССР
В результате нефтяного кризиса и последовавшего за ним четырёхкратного роста цен на нефть резко выросли экспортные поставки нефти из СССР. Также начались крупные поставки советской нефти на мировой рынок через страны — члены СЭВ, прежде всего Польшу, по территории которых были проложены нефтепроводы, например, Дружба.

### Франция
Были утверждены три основных направления политики по энергетике, направленные на обеспечение независимости экономики Франции: ускоренное развитие ядерной энергетики, возврат к использованию угля и особое внимание к энергосбережению. Правительство ввело в действие жёсткую программу экономии электроэнергии: инспекторы совершали внезапные рейды по офисам, магазинам и производствам и измеряли температуру, если она превышала установленные 20°С, налагали штраф. Помимо этого был введён запрет на любую рекламу, которая поощряла потребление электроэнергии.

### Япония
- Перевод выработки электроэнергии и промышленного производства с жидкого топлива на другие носители.
- Ускорение развития ядерной энергетики. Увеличение импорта угля и сжиженного природного газа.
- Успешная реализация программы по энергосбережению в промышленности, в частности, по сокращению использования нефти.

Ещё в 1971 году правительство подготовило доклад о необходимости перехода от «энергоёмкой» к «наукоёмкой» промышленности. Доклад был подвергнут критике, но кризис 1973 года заставил ускоренно внедрять новую стратегию. «Ресурсы недр мы решили заменить ресурсами интеллектуальными, — вспоминал бывший вице-министр министерства внешней торговли и промышленности Наохиро Амая. — В каком-то смысле шок явился даже благом, стимулируя быстрые перемены в японской промышленности».

### Автоспорт
Из-за последствий нефтяного кризиса был отменён ряд крупных международных автомобильных соревнований. В частности, не состоялись сразу три этапа чемпионата мира по ралли 1974 года, которые по первоначальному плану должны были пройти в Монако, Швеции и Греции.

### Энергосберегающие технологии
Одним из следствий энергетического кризиса 1973 года стала интенсификация научных исследований в области энергоэффективности и энергосбережения, а также развитие технологий возобновляемой энергии в индустриально развитых странах мира, которые имели большой научный и технологический потенциал и финансовые средства.
Итогом интенсивных работ в этих направлениях стали в числе прочих эффективные транспортные средства и прогрессивные нормы теплосбережения в строительной отрасли. Кризис также стимулировал в ряде стран новую этику потребления и сбережения энергии.